# Третьяков Віктор Вікторович
Віктор Вікторович Третьяков (рос. Ви́ктор Ви́кторович Третьяко́в, нар. 1946) — радянський і російський скрипаль, педагог, диригент. Народний артист СРСР (1987). З 1996 року мешкає в Німеччині, працює професором Кельнської вищої школи музики.

## Біографія
Народився в Красноярську. Син військового музиканта. Навчався в ЦМШ і в Московській консерваторії у Ю. І. Янкелевича (закінчив 1970 року). В 1966 році виграв першу премію Третього Міжнародного конкурсу імені Чайковського в Москві, що відкрило Третьякову широкі перспективи.
Як камерний музикант виступав разом з С. Т. Ріхтером, М. Л. Ростроповичем та іншими видатними музикантами, разом з Ю. А. Башметом, Н. Г. Гутман та В. П. Лобановим виступав у струнному квартеті. В 1986-1991 роках Третьяков був головним диригентом Державного камерного оркестру СРСР. В 1986-1994 роках Третьяков був президентом Міжнародного конкурсу імені Чайковського.

## Нагороди та звання
- Народний артист СРСР (1987)
- Народний артист РРФСР (1979)
- Премія Ленінського комсомолу (1967) — за концертно-виконавську діяльність та високу майстерність, виявлену на міжнародних конкурсах
- Державна премія РРФСР імені М. І. Глінки (1981) — за концертні програми (1978—1980)